# 喜連川騒動

喜連川騒動（きつれがわそうどう）は、正保4年（1647年）に喜連川藩で起きた、藩内の争いによる藩政の混乱のことである。

## 事件の背景
喜連川藩藩主の喜連川氏は足利氏の古河公方家の流れを汲む大名であった。
この事件当時の藩主は3代喜連川尊信であった。

## 当時の史料に見る事件の概要
同時代の幕府による記録によれば、喜連川尊信の家臣二階堂主膳助と高四郎左衛門との間に党派争いが起こり、結果として高四郎左衛門は大嶋に流罪、尊信は隠居させられた、という。
東京大学史料編纂所が作成した「史料稿本」には、『人見私記』『万年記』『慶安日記増補』『慶延略記』『寛明日記』『寛政重修諸家譜』『足利家譜（喜連川）』を出典とし、『及聞秘録』を参考とした以下の綱文（慶安1年12月22日2条）がある。

是より先、喜連川邑主喜連川尊信の家臣二階堂主膳助等、高四郎左衛門等と事を相訴ふ、是日、幕府、其罪を断し、尊信に致仕を命し、四郎左衛門等を大嶋に流す

また、これと関連する可能性があると思われる史料には以下のようなものがある。
- 『寛政重修諸家譜』の喜連川家、尊信の項

慶安元年尊信が家臣二階堂主膳助某、高四郎左衛門某と争論し、互にその党を結ぶ。三月十八日二人を評定所にめし問る。事決するのうち、四郎左衛門は上田主殿助重秀に、其党一色刑部某伊賀金右衛門某をば、山名主殿矩豊青木二郎左衛門直澄にめし預からる。のち四郎左衛門言葉屈し雌伏せるにより、十二月二十二日其党二人とともに大嶋に配流せらる。尊信も厳命により致仕す。

- 「江戸幕府老中奉書 慶安元年9月7日付」（阿部忠秋・松平信綱の連名で榊原忠次に出された手紙）

「喜連川右兵衛（尊信）を押し籠めにしているのだが、そこから脱走してしまうので、今ついている家来ではなく、誰か適切な人物を一人よこしてほしい」（要約）
- 「江戸幕府老中奉書 慶安元年11月18日付」（阿部重次・阿部忠秋・松平信綱の連名で榊原忠次に出された手紙）

「喜連川右兵衛（尊信）の狂乱は紛れもなく真実で、それを隠していたことは、本来は領地没収であるが、お家の一大事なのでこれを許す。藩主の息子である梅千代（4代昭氏）はまだ幼少なのでその方（忠次）が後見をせよ。一色刑部・柴田久右衛門・伊賀金右衛門は、藩主狂乱を隠しおいていたので、その責任を取って大嶋に流罪とする。彼ら（一色・柴田・伊賀）の男子はそれぞれにお預けとして、二階堂主殿は代替につき、その方が預かることとせよ」（要約）

## 近代以降にまとめられた文献
『喜連川町誌』には、この事件について「喜連川騒動の顛末」として以下のような記述がある。
慶安元年（1648年）春、脱藩浪人となった尊信派の老臣高野修理が、5人の百姓と密かに藩を抜け出し、幕府に「城代家老一色刑部派が君主喜連川尊信公を発狂の病と偽り城内に閉じ込め、藩政を我が物にしている」と直訴に至った。
事件の現地調査に当たった幕府御上使は7月11日に江戸を立ち、7月17日に調査を終えて江戸に帰って、「高野修理等の直訴内容に偽りはなく、喜連川尊信は正常である」と報告した。幕府御上使は、甲斐庄喜右衛門（幕府御弓頭四千石大身旗本）・野々山新兵衛（吉良家家臣）・加々見弥太夫（吉良家家臣）の3名であった。喜連川藩の接待役は黒駒七左衛門・渋江甚左衛門・大草四郎右衛門が当たり、この3名は、事件後の一代家老となった。
幕府の老中が諸藩の事件評定に参加することは珍しかったが、このときは大老酒井忠勝・老中の松平信綱・阿部忠秋・阿部重次の4人が特別にその審理に参加し、評定役には酒井忠吉・杉浦内蔵充・曽根源左衛門・伊丹順斎の4人が当たった。酒井忠吉は、大老酒井忠勝の実弟で、高家吉良義冬の義父であり、訴えられた一色刑部と同じく足利家の親族であった。
喜連川から帰った幕府御上使の報告に基づき、即刻評定が下され、一色刑部・伊賀金右衛門・柴田久右衛門の3名が伊豆大島へ流罪、一色左京（一色刑部の長男）・石塔八郎・伊賀惣蔵・柴田弥右衛門・柴田七郎右衛門の5名は大名旗本預かりとなったとされる。また、この事件当時、尊信派の次席家老の二階堂又市（15歳）は、役責不行き届きの罪により白河城主本多能登守に預けられたとされる。
高野修理等の働きにより3代喜連川尊信は解放され藩政を取り戻し、その約5年後の承応2年（1652年）、尊信の死去により4代喜連川昭氏（7歳）が大叔父である榊原忠次を後見人として家督を相続した。
この喜連川騒動では、誰一人として死罪となった者はいなかったが、喜連川藩の一色派の家は断絶となったとされる。
忠臣として記述されている尊信派の中で、二階堂又市だけは喜連川騒動事件の15年後に帰参を許されている。